# 中谷比呂樹
中谷 比呂樹（なかたに ひろき）、1952年 - ）は医師、教育学（保健人材）修士、医学博士。

## 来歴
1952年山形県酒田市生まれ。1977年慶應義塾大学医学部卒。
オーストラリア・ニューサウスウェールズ大学大学院において保健教育修士（M.H.P.Ed）、慶應義塾大学において医学博士を取得。
厚生労働省及び広島県で衛生行政、福祉行政に従事。
2007年より8年間、WHO本部事務局長補（エイズ・結核・マラリア・熱帯病対策担当）として勤務。2015年6月に帰国。
2022年5月27日の第75回WHO総会では、A委員会議長としてテドロス事務局長とともに、欠席数を隠蔽し異議申立てを無視し賛成過半数を満たさぬまま国際保健規則(IHR)59条の決議を強行承認。

## 主な役職
- 慶應義塾大学グローバルリサーチインスティテュート（KGRI）特任教授。
- 厚生労働省国際参与。
- 国立国際医療研究センター理事。
- 大阪大学特任教授（未来・国際医療学）。
- グローバルヘルス技術振興基金 会長・代表理事
- 東アジア・アセアン経済研究センター(ERIA)上級顧問

## 著書
- 現役行政医が書いた臨床公衆衛生ハンドブック 医療文化社 2006.7
- グローバル時代の感染症 (G-SEC Eyes) 慶應義塾大学出版会  2004.6